# Wang Shu
Wang Shu (Urumchi, 4 de noviembre de 1963) es un arquitecto chino perteneciente al nuevo movimiento de los organismos modernos en China. Este movimiento, en comparación con el tradicionalismo arquitectónico chino, supone una nueva práctica creativa y crítica de la profesión de la arquitectura. Desarrolla toda su carrera en China, y más concretamente en Hangzhou. Ganó el premio Pritzker de Arquitectura en 2012.

## Biografía
Después de terminar sus estudios de arquitectura en Southeast University (Nankín), se doctora en urbanismo.
Decano y profesor de la escuela de Arquitectura de la Academia China de Arte, Wang Shu es regularmente invitado a participar en los jurados. Es miembro del comité de nominaciones para el proyecto de Ordos 100. Antes de arquitecto, Wang Shu fue escritor y le gusta decir que la arquitectura es para él una parte de su trabajo. "La humanidad es más importante que la arquitectura, la artesanía y mucho más importante que la tecnología", escribe. En 1997, Wang Shu y su esposa Lu Wenyu fundan el "Amateur Architecture Studio", para liberarse de la arquitectura de los organismos del gobierno central típica del régimen. Además de su práctica como profesor de la Academia China de Arte, Lu Wenyu sin embargo, continúa su trabajo de ingeniera y gerente de proyecto para la Investigación de la China Oriental y el Instituto de Diseño, hasta el año 2003. El trabajo de "Amateur Architecture Studio" ya ha sido objeto de exposiciones en Berlín, París y Róterdam. Fue galardonado con varios premios, entre ellos el Premio Mundial en 2007. El trabajo de Wang Shu y Lu Wenyu fue publicado en numerosas revistas internacionales de arquitectura y en el libro 'El principio del diseño', publicado en 2002. El libro refleja el proceso de surgimiento del método y el lenguaje de Wang Shu a través de una recopilación de proyectos del estudio desde su fundación.
"Amateur Architecture Studio" apareció en el panorama europeo de arquitectura en la 10.ª Bienal de Arquitectura de Venecia. Al lado del Pabellón de China, los dos socios Wang Shu y Lu Wenyu presentaron su instalación de "Jardín de Baldosas": un marco de bambú cubierto con 66.000 azulejos chinos reciclados. "Amateur Architecture Studio" explora la relación entre la evolución de la arquitectura y el estilo de vida en China. Los arquitectos transfieren con mucho tacto la poética y tradicional China, al lenguaje arquitectónico contemporáneo. El nombre de la oficina refleja su programa. Por un lado, hace referencia a los intereses de Wang Shu por la arquitectura vernácula china, artesanal, de bajo costo, espontánea y efímera a menudo. Por otro lado, el concepto de "Arquitectura Amateur" es una crítica de la profesión de arquitectura en China, en un contexto globalizado de las mutaciones urbanas y rurales, se caracteriza por una falta de reflexión. El estudio se enfrenta al problema de destrucción masiva y la reconstrucción de las ciudades chinas. Piensa en cómo reconstruir, en las condiciones actuales, manteniendo un punto de vista tradicional: la interdependencia de la arquitectura y el paisaje. Su trabajo también se centra en la reinterpretación de la arquitectura tradicional de la zona con el reciclaje. Durante la última década, "Amateur Architecture Studio" ha desarrollado un método innovador, experimental y contextualista. Wang y Shu Lu Wenyu combinan sus investigaciones sobre las tradiciones chinas rurales, aplicadas a las experiencias locales de la arquitectura. En primer lugar prueban a pequeña escala sus experimentos, que se traducen, posteriormente, a los proyectos de vivienda grandes o áreas metropolitanas que, con el tiempo, se extienden a la escala urbana.
"Amateur Architecture Studio" ha intentado propagar el concepto de "reconstrucción de la arquitectura china contemporánea local," en una serie de proyectos de campus universitarios, una galería de arte, un museo, un parque de la ciudad y torres de pisos. La exposición está organizada en torno a dos ejes. A través de maquetas, planos y fotografías, la primera ofrece una visión general de los proyectos más importantes de "Amateur Architecture Studio", desde su fundación en 1997. El segundo se centra en la relación entre teoría y práctica, entre los proyectos literarios y arquitectónicos.
"Jardín de Baldosas" es el proyecto que puso al descubierto a "Amateur Architecture Studio" en la escena europea. Con ocasión de la Décima Bienal de Arquitectura de Venecia en 2006, Wang Shu instala en una estructura de bambú unos 66.000 azulejos rescatados de edificios destruidos en la zona de Hangzhou. Visible desde el puente por encima de ella, este jardín es un manifiesto que llamaba para el reciclaje de minerales y la reinterpretación de tipologías tradicionales.

## Obras destacadas

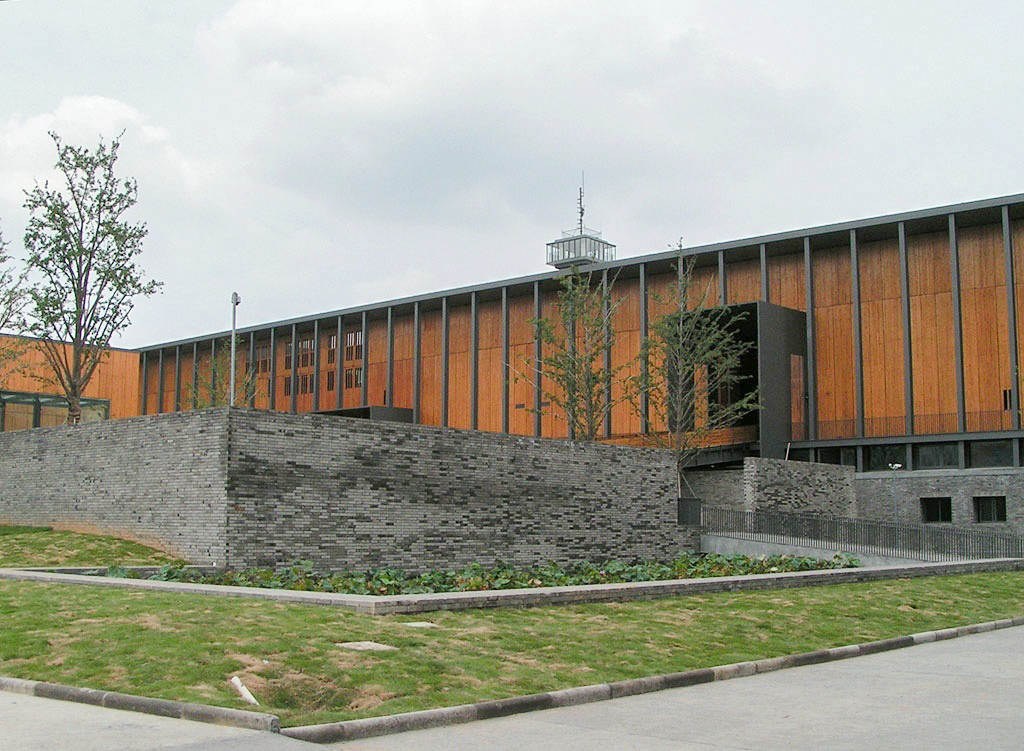
Museo de Arte Contemporáneo, Ningbo (2005)

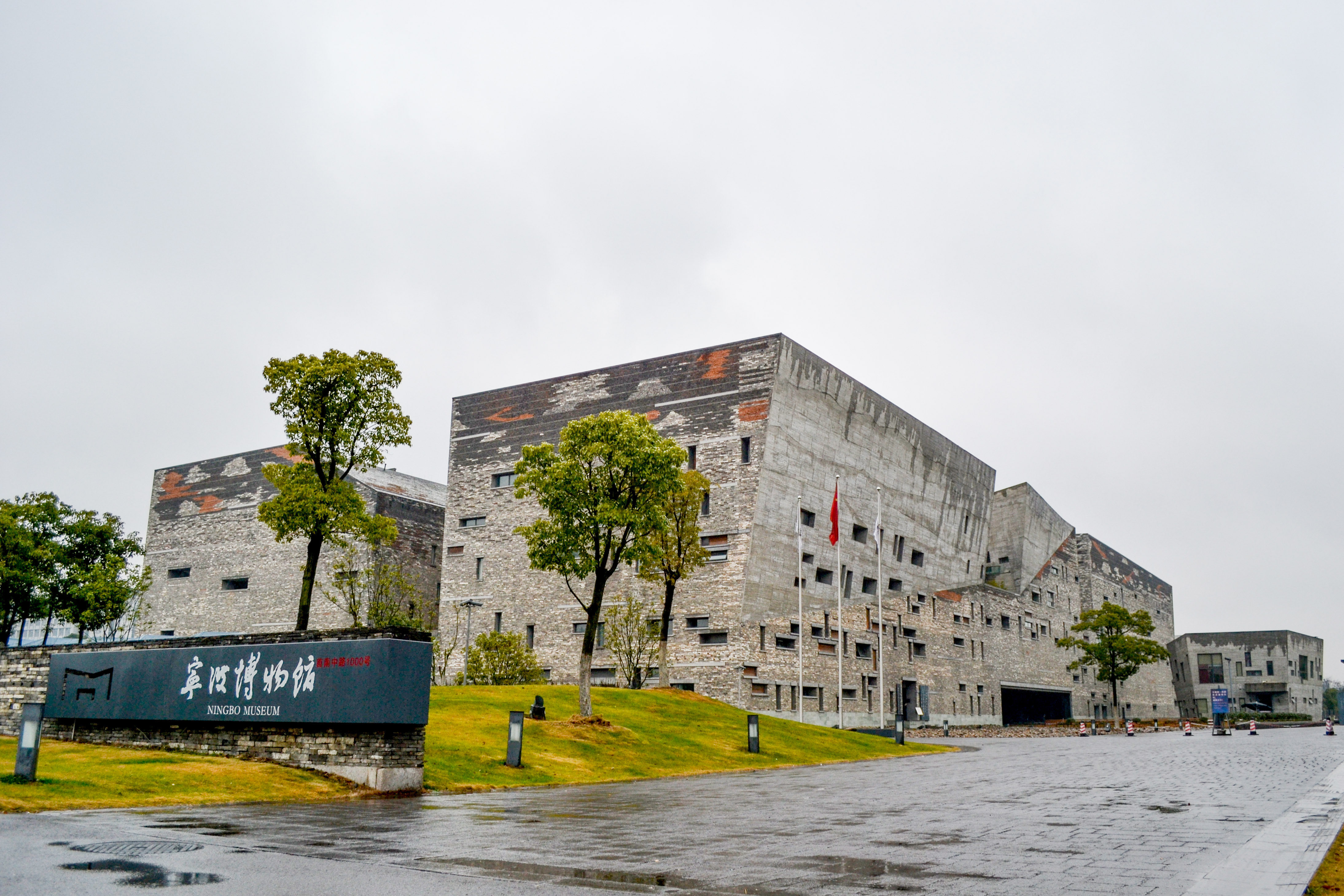
Museo Histórico de Ningbo (2008)

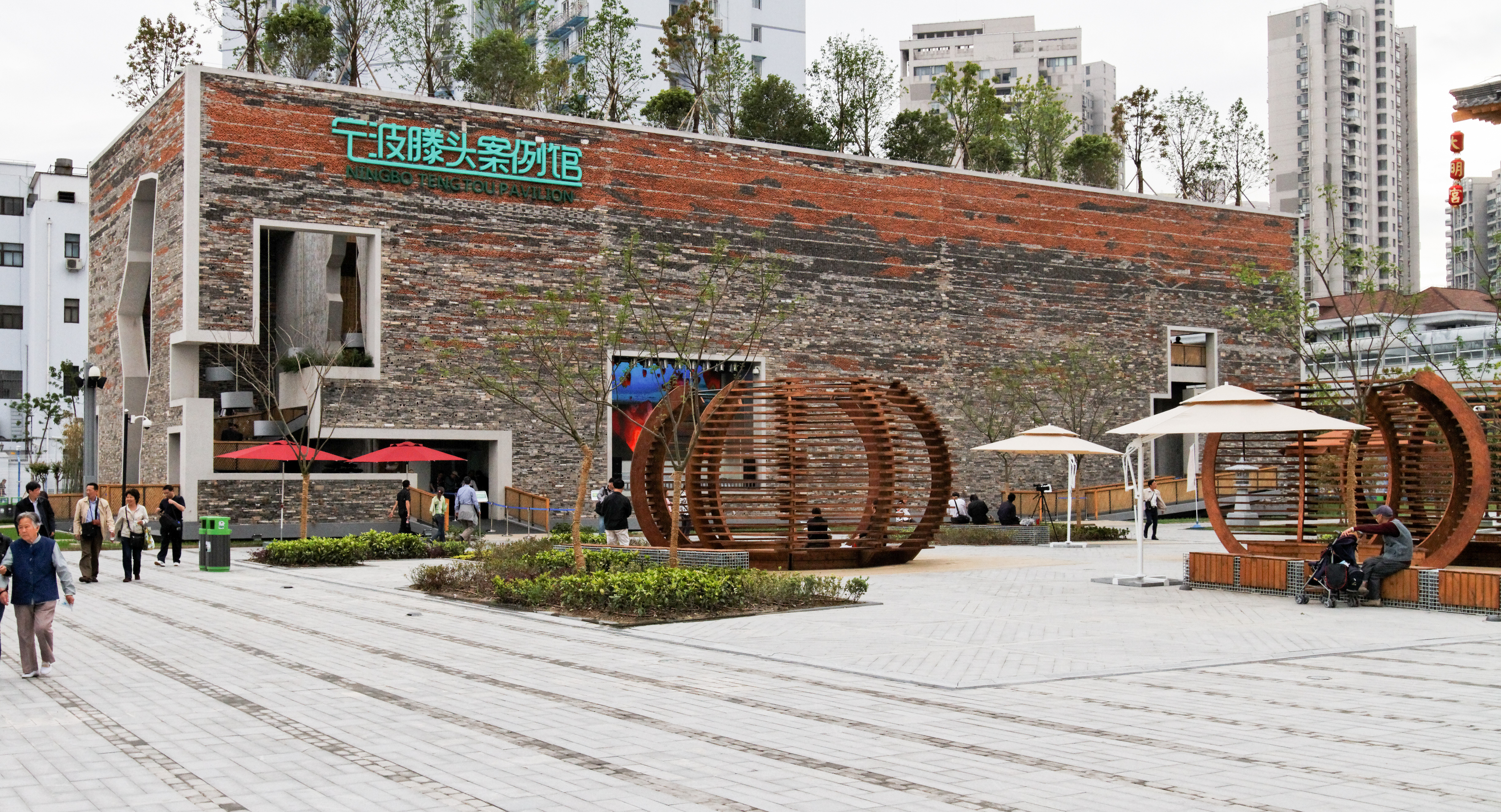
Pabellón de Tengtou-Ningbo, Exposición Universal de Shanghái de 2010

- 2003-2008: "Museo Histórico de Ningbo", China.
- 2002-2007: "Nuevo Campus de la Universidad de Arte de China", Hangzhou, China (primera y segunda fase del proyecto).
- 2001-2005: "Museo de Arte Contemporáneo", Ningbo, China.
- 2006: "Jardín de Baldosas", Bienal de Arte en Venecia, Italia.
- 2003-2006: "Cinco Casas Dispersas", Ningbo, China.
- 2003-2006: "Casa de Cerámica", Jinhua, China.
- 2002-2007: "Vivienda Vertical", Hangzhou, China.
- 1999-2000: "Colegio Librería Wenzheng", Suzhou, China.

## Publicaciones seleccionadas
- 2001 Biblioteca del colegio Wenzheng Universidad de Suzhou, China, en colaboración con Tong Ming y Lu When-Yu, Via arquitectura, ISSN: 1137-7402, Nº 10, pág. 32[6]
- 2010 ÁJ.A LOUPE, en colaboración con Rafael Magrou, en francés, Architecture d'aujourd'hui, ISNN: 0003-8695, Nº. 375, págs. 53-92[7]
- 2016 Le origini del progetto, en italiano, Domus, ISSN: 0012-5377, N. 1001, pág. 6[8]
- 2016 lnterview: Building an Attitude for Chinese Architecture, en inglés, Architecture and Urbanism, ISSN: 0389-9160, Nº. 546, (Ejemplar dedicado a: Architects in China), pág. 156[9]
- 2018 Il tempo dimenticato è la verità, en italiano, Domus, ISSN: 0012-5377, N. 1021, págs. 62-63[2]

## Exposiciones
- 2010: "Decay of Dome" - 12.ª Exposición Internacional de Arquitectura, Bienal de Venecia, Arsenal de Venecia.
- 2009: "Achitecture as-Duty" - Exposición Individual, Bozar, Centro de Bellas Artes de Bruselas, Bélgica.
- 2009: "M8 en China", DAM, Frankfurt, Alemania.
- 2009: "Para una Arquitectura Sostenible 2007, 2008, 2009," Ciudad de la Arquitectura y el Patrimonio, Palacio de Chaillot, de París.
- 2008: "En la ciudad china," Ciudad de la Arquitectura y el Patrimonio, Palacio de Chaillot, de París.
- 2008: "Jardines Chinos para vivir: de la ilusión a la realidad" Bergpalais, Dresde, Alemania.
- 2007: "Construcción en China", Exposición de Arquitectura en el Centro de Arquitectura en Nueva York.
- 2007: Bienal de Arquitectura de Hong Kong.
- 2006: "Jardín de Baldosas" - Pabellón de China para la Exposición Internacional de la Bienal de Arquitectura de Venecia.
- 2006: "China Contemporánea", NAI, Rótterdam, Países Bajos.
- 2004-2005: "Parque de la Arquitectura Jinghua," China.
- 2003: "Synthi-Scapes" - Pabellón de China en la 50 edición de la Bienal de Venecia en el Museo de Arte de la Provincia de Cantón, Cantón, y el Museo de Arte de la Academia Central de Pekín.
- 2003: "Entonces, China", el Centro Pompidou, París, Francia.
- 2002: Bienal de Shanghái, Museo de Arte de Shanghái, China.
- 2001: "TU MU-Young Arquitectura de China", Galería Aedes, Berlín, Alemania.
- 1999: "Exposición de trabajos experimentales de Arquitectos Jóvenes chinos", Congreso de la UIA, Pekín, China.

## Premios
- 2012: Premio Pritzker de Arquitectura.
- 2010: Mención Especial del Jurado al estudio "Amateur Architecture Studio" por "Decay of a Dome" en la decimosegunda Exposición Internacional de Arquitectura de Venecia.
- 2008: Nominado al mejor rascacielos internacional, Frankfurt, Alemania.

Nominado al Premio de Arquitectura suizo BSI.
- 2007: Primer premio "Para una Arquitectura Sostenible de 2007," Ciudad de la Arquitectura y el Patrimonio, Palacio de Chaillot, de París.
- 2006: Premio de Reconocimiento de Asia y el Pacífico de Holcim , Fundación Holcim para la arquitectura sostenible.
- 2004: Primer Premio de Arte de la Arquitectura, China.